# Bayanjargalan (Dundgovi)
Le sum de Bayanjargalan (mongol : ᠪᠠᠶ᠋ᠠᠨᠵᠢᠷᠭᠠᠯᠠᠩ
ᠰᠤᠮᠤ, cyrillique : Баянжаргалан сум, MNS : Bayanjargalan sum) est situé dans l'aïmag (ligue) de Dundgovi, en Mongolie. Sa population était de 1 305 habitants en 2007.